# Oswald la pieuvre
 (mars 2012).
Si vous disposez d'ouvrages ou d'articles de référence ou si vous connaissez des sites web de qualité traitant du thème abordé ici, merci de compléter l'article en donnant les références utiles à sa vérifiabilité et en les liant à la section « Notes et références ».
Oswald la pieuvre (Oswald) est une série télévisée d'animation américaine en 26 épisodes de 22 minutes divisée en deux segments, diffusée entre le 20 août 2001 et le 19 septembre 2003 sur Nickelodeon.
En France, la série a été diffusée sur des chaînes comme Tiji ou France 5 dans l'émission Debout les Zouzous en 2003, et au Québec à partir du 22 septembre 2002 à Télé-Québec.

## Synopsis
Oswald est une pieuvre bleue de sexe masculin, vivant chaque jour de grandes aventures avec son chien Salami, faisant référence au type de saucisson du même nom (salami) de par sa longueur et son apparence de basset. Il habite dans un immeuble, ainsi que Monsieur Henri. Il se rend souvent au parc et y rencontre ses amis : le pingouin Henri, la fleur Pâquerette, Mme Papillon et sa petite, Coco&Léo les œufs jumeaux, Flocon le marchand de glace.

## Voix françaises
- Luc Boulad : Henri
- Sophie Gormezano : Pâquerette
- Isabelle Maudet : Madame Papillon
- Lionel Melet : Oswald, Coco
- Antoine Nouel : Pongo, Léo

 Source et légende : version française (VF) sur RS Doublage